# Cyrtopodendron
Cyrtopodendron là một chi rêu trong họ Pterobryaceae.